# ジャウアド・ザイリ
ジャウアド・ザイリ（アラビア語: جواد الزايري、Jaouad Zairi、1982年4月17日 - ）は、モロッコ・タザ出身の同国代表サッカー選手。ポジションはFW。

## クラブ歴
モロッコのタザで大家族に生まれ、2歳の時にフランスのマコンに移住した。1997年、15歳の時にFCグーニョンのユースに加入。
その後2000年にリーグ・ドゥに所属する同チームのトップチームに昇格。2001年の夏にはFCソショーに移籍し2006年まで在籍した。2006年にはサウジアラビアのアル・イテハドにレンタル移籍した。その後、ポルトガルのボアヴィスタFCに1年契約で移籍した。契約を終えフランスに戻るとFCナントと契約した。
2008-2009シーズンはギリシャ・スーパーリーグに所属するアステラス・トリポリスFCに移籍した。2009年4月25日にはオリンピアコスFCへの移籍が発表された。ここでは2シーズンを過ごしたものの、契約更新とはならず放出された。

## 代表歴
2000年にモロッコ代表デビューし、2004、2006年のアフリカネイションズカップに出場した。
2000年、シドニーオリンピックに出場した。

## タイトル
- FCソショー

クープ・ドゥ・フランス (1): 2004
- オリンピアコスFC

ギリシャ・スーパーリーグ(1):2010-10